# Sandy Bay (Devon)
Die Sandy Bay ist eine ca. zwei Kilometer breite Bucht nahe Exmouth, in der Grafschaft Devon, an der Kanalküste von England.

## Lage
Sandy Bay liegt circa sechzehn Kilometer südlich der Stadt Exeter, vier Kilometer südöstlich von Exmouth und etwa elf Kilometer südwestlich von Sidmouth.
Den westlichen Abschluss der Bucht bilden die Felsen von Orcombe Point. Im Osten wird sie von der Landspitze Straight Point begrenzt, die von den Royal Marines als Schießplatz genutzt wird. Weiter östlich schließen sich die kleinen Buchten Otter Cove und Littleham Cove sowie der Kiesstrand von Budleigh Salterton an.
Sandy Bay ist ein beliebter Badeplatz an der Steilküste von Devon und in unmittelbarer Nähe zum Strand befindet sich eine große Ferienhaussiedlung.

## Geologie

Blick über die Sandy Bay nach Westen, Richtung Orcombe Point.

Die Steilküste des Ärmelkanals in Ost-Devon und Dorset gehört zu den Naturwundern der Welt. Von Orcombe Point bis zu Old Harry Rocks erstreckt sich ein 155 Kilometer langer Küstenstreifen, der als erste Landschaft in England von der UNESCO zum Weltnaturerbe erklärt wurde. Die Steilküste von Sandy Bay ist Teil dieser sogenannten Jurassic Coast. Der Ablagerungsraum, der die Sedimentserien der Jurassic Coast seinerzeit aufnahm, ist das sogenannte Wessex Becken.
Die Gesteinsschichten der Jurassic Coast sind leicht nach Osten verkippt. Die geologisch ältesten Gesteine befinden sich daher im westlichsten Abschnitt dieses Küstengeotops. Nach Osten hin nimmt das mittlere Alter der Gesteine sukzessive ab. Die natürlichen Aufschlüsse entlang der Küste bilden eine weitgehend kontinuierliche Abfolge, die von Ablagerungen der Trias, über die des Jura bis hin zu jenen der Kreidezeit reicht und einen erdgeschichtlichen Zeitraum von insgesamt etwa 185 Millionen Jahren repräsentiert.
Orcombe Point, am Westende der Sandy Bay gelegen, bildet den Ausgangspunkt für den „walk through time“, den Marsch durch die Zeit entlang der Jurassic Coast. Daher befindet man sich hier im geologisch ältesten Teil dieses Weltnaturerbes.
Die roten Felsen an der Steilküste der Sandy Bay bestehen überwiegend aus rötlich-braunen siltigen Tonsteinen der „Exmouth Mudstone and Sandstone Formation“ (in etwa übersetzbar mit „Exmouth-Ton-und-Sandstein-Formation“). Diese lithostratigraphische Einheit gehört wiederum der „Aylesbeare Mudstone Group“ („Alyesbeare-Tonstein-Gruppe“) an. Die Tonsteine wurden im späten Perm und/oder in der frühen Trias unter semiariden bis semihumiden klimatischen Bedingungen in einer Flussebene abgelagert. Damit ist die Exmouth-Formation sowohl hinsichtlich ihrer Entstehung als auch ihres Alters und ihrer Petrographie eng verwandt mit einigen bedeutenden permischen und triassischen Sedimentserien in Mitteleuropa, z. B. mit der Tambach-Formation des Thüringer Waldes oder dem in Deutschland weit verbreiteten Buntsandstein.
Die Abfolge im Kliff von Sandy Bay ist Teil des Typus-Profils der Exmouth-Formation.
Bei stürmischer See färben die Tonpartikel, die durch die Wellen aus dem Kliff gewaschen werden, das Meerwasser in diesem Küstenabschnitt rot. Die groberen ausgewaschenen Sedimentpartikel, also der Sand, setzen sich relativ nahe dem Kliff ab und haben einen Strand gebildet, der so flach zum Meer hin abfällt, dass er bei Ebbe über Orcombe Point hinaus mit dem Strand von Exmouth verbunden ist.